# Тихоокеанское командование Армии США
Тихоокеанское командование Армии США (англ. United States Army Pacific (USARPAC)) — объединение сил сухопутных войск США в Азиатско-Тихоокеанском регионе. Под управлением USARPAC находятся все подразделения СВ США в регионе. Находится в составе Тихоокеанского командования Вооружённых сил США. Дислокация штаба — Форт-Шафтер (штат Гавайи). С января 2012 года в подчинение USARPAC перешла 8-я армия, дислоцированная в Южной Корее.

## Состав

### 2016 год
- Управление (Форт-Шафтер)
- 8-я полевая армия (Гарнизон Ёнсан, Республика Корея)
- 25-я пехотная дивизия (Шофилд Баррекс, о. Оаху, штат Гавайи)
- Аляскинское командование Армии США (Форт-Ричардсон, штат Аляска)
- Японское командование Армии США (Кэмп-Зама, префектура Канагава)
- 94-е командование противовоздушной и противоракетной обороны (Форт-Шафтер)
- 8-е командование тылового обеспечения (Шофилд Баррекс)
  - 8-я бригада военное полиции (Шофилд Баррекс)
  - 10-я группа обеспечения (Окинава)
  - 130-я инженерная бригада (Шофилд Баррекс)
- 311-е командование связи
  - 1-я бригада связи (Сеул)
  - 516-я бригада связи (Форт-Шафтер)
- 9-е командование обеспечения резерва
- 196-я пехотная бригада (Форт-Шафтер (Резерв СВ США)
- 18-е медицинское командование (Форт-Шафтер)
- 500-я разведывательная бригада (500th Military Intelligence Brigade) (Шофилд Баррекс)
- 5-й отряд координации поля боя (5th Battlefield Coordination Detachment) (Пёрл-Харбор — Хикэм)

### 2019 год
- Управление, Форт-Шафтер
- 8-я полевая армия (Кэмп-Хамфриз, Республика Корея)
- 1-й армейский корпус (Форт-Льюис, штат Вашингтон)
- 94-е командование противовоздушной и противоракетной обороны, Форт-Шафтер)
- 8-е командование поддержки, Шофилд Баррекс)
  - 8-я бригада военной полиции, Шофилд Баррекс
  - 130-я инженерная бригада, Шофилд Баррекс
- 311-е командование связи
  - 1-я бригада связи, Сеул
  - 516-я бригада связи, Форт-Шафтер
- 9-е командование обеспечения резерва
- 196-я пехотная бригада, Форт-Шафтер (Резерв Армии США)
- 18-е медицинское командование, Форт-Шафтер
- 500-я бригада военной разведки (500th Military Intelligence Brigade), Шофилд Баррекс
- 5-й отряд фронтовой координации (5th Battlefield Coordination Detachment), Пёрл-Харбор — Хикэм.